# Ältsjön (Almunge socken, Uppland, 664066-161947)
Ältsjön är en sjö i Uppsala kommun i Uppland och ingår i Norrströms huvudavrinningsområde.